# Dorengt
Dorengt es una comuna francesa, situada en el departamento de Aisne, de la región de Alta Francia.

## Demografía
| 280 | 230 | 202 | 183 | 171 | 142 | 151 | 155 |
| Para los censos de 1962 a 1999 la población legal corresponde a la población sin duplicidades (Fuente: INSEE [Consultar]) |     |     |     |     |     |     |     |